# Coleophora vitisella
Coleophora vitisella là một loài bướm đêm thuộc họ Coleophoridae. Nó được tìm thấy ở Fennoscandia and miền bắc Nga to Pyrenees và Ý and from Đảo Anh to România.
Sải cánh dài 10–13 mm. Con trưởng thành bay từ tháng 5 đến the beginning of tháng 7 in miền tây Europe.
Ấu trùng ăn Pyrola species and Vaccinium vitis-idaea. Full-grown larvae can be found từ tháng 9 đến tháng 4.

## Hình ảnh

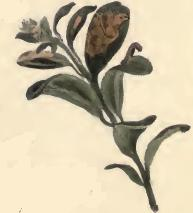
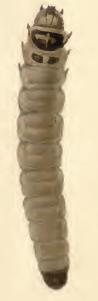
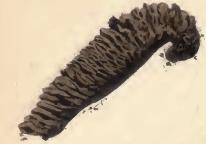